# Сан Потито Санитико
Сан Потито Санитико (итал. San Potito Sannitico) је насеље у Италији у округу Казерта, региону Кампанија.
Према процени из 2011. у насељу је живело 1136 становника. Насеље се налази на надморској висини од 239 м.

## Становништво
| 1931. | 1936. | 1951. | 1961. | 1971. | 1981. | 1991. | 2001. | 2011. |
| ----- | ----- | ----- | ----- | ----- | ----- | ----- | ----- | ----- |
| 1.591 | 1.785 | 1.872 | 1.767 | 1.595 | 1.719 | 1.791 | 1.897 | 2.000 |